# Castle Point (Missouri)
Castle Point – jednostka osadnicza w Stanach Zjednoczonych, w stanie Missouri, w hrabstwie St. Louis.